# Dipartimento di San Pedro (Paraguay)
Il dipartimento di San Pedro è il secondo dipartimento del Paraguay con 318 698 abitanti al censimento del 2002.
Il capoluogo è la città di San Pedro de Ycuamandiyú.

## Geografia antropica

### Suddivisioni amministrative
Il dipartimento è diviso in 20 distretti:
| Distretto                         | km²   | Abitanti (2002) |
| --------------------------------- | ----- | --------------- |
| Antequera                         | 480   | 3.426           |
| Capiibary                         | 826   | 25.841          |
| Choré                             | 965   | 36.019          |
| General Elizardo Aquino           | 816   | 21.607          |
| General Francisco Isidoro Resquín | 1.075 | 22.350          |
| Guayaibí                          | 1.460 | 31.359          |
| Itacurubí del Rosario             | 769   | 11.083          |
| Lima                              | 658   | 10.390          |
| Liberación                        |       |                 |
| Nueva Germania                    | 657   | 4.202           |
| San Estanislao                    | 1.700 | 49.249          |
| San Pablo                         | 320   | 3.645           |
| San Pedro de Ycuamandiyú          | 3.176 | 29.097          |
| Santa Rosa del Aguaray            | 1.572 | 20.473          |
| Tacuatí                           | 2.283 | 11.301          |
| Unión                             | 587   | 5.406           |
| Veinticinco de Diciembre          | 995   | 9.147           |
| Villa del Rosario                 | 1.975 | 11.623          |
| Yataity del Norte                 | 316   | 12.480          |
| Yrybucuá                          |       |                 |

## Geografia fisica
Il dipartimento di San Pedro è il più esteso dipartimento della regione orientale del paese. Fisicamente è suddiviso in due zone ben distinte: ad ovest, in prossimità del fiume Paraguay, si trovano ampie pianure ricche di paludi e zone umide mentre nella parte orientale del dipartimento, bagnata dal fiume Jejuí e dai suoi affluenti, si trovano numerosi rilievi boscosi.

### Confini
Il dipartimento confina a nord con il dipartimento di Concepción, ad est con i dipartimenti di Amambay e di Canindeyú, a sud con i dipartimenti di Caaguazú e di Cordillera e ad ovest con il dipartimento Presidente Hayes.

## Storia
A lungo privo di insediamenti stabili a causa delle incursioni indigene, lo sviluppo demografico del territorio cominciò nel 1749 con la fondazione, da parte dei gesuiti, della riduzione di San Estanislao de Kostka, seguita da quelle delle missioni di Villa del Rosario e di Villa de San Pedro de Ycuá Mandyyu.
Nel XIX secolo la zona fu teatro di un esperimento utopico condotto da Elisabeth Förster-Nietzsche, sorella del filosofo Friedrich Nietzsche, fondatrice con il marito della colonia di Nueva Germania. Già in pieno XX secolo, invece, nel dipartimento arrivarono i primi coloni mennoniti in Paraguay, attirati dalla fertilità della terra.

### Il dipartimento
Nel 1906 la prima legge di divisione territoriale del Paraguay istituì il dipartimento di San Pedro, che a quei tempi si estendeva fino alla riva destra del Paraná; nel 1945 il territorio dipartimentale fu privato della sua parte più orientale, che formò i nuovi dipartimenti di Amambay e di Canindeyú. La legge 426 del 1973 stabilì definitivamente i confini del dipartimento.

## Economia
Le principali attività economiche sono l'agricoltura (coltivazione di cotone, girasoli, mais, manioca, tabacco, mate) e l'allevamento. Sono presenti anche industrie di trasformazione agro-alimentare.